# Dom Feliciano
Dom Feliciano é um município brasileiro no interior do estado do Rio Grande do Sul, Região Sul do país. Dista 175 quilômetros da capital estadual Porto Alegre. Devido à forte movimento migratório no final do século XIX, há no município grande influência da cultura polonesa.

## História
A colônia de Dom Feliciano foi criada durante o Brasil Imperial, em 2 de abril de 1861, pelo então presidente da Província de São Pedro do Rio Grande do Sul, Joaquim Antão Fernandes Leão, através da Lei Provincial nº 466. Em 1891, já no período da Velha República, a colônia foi incorporada pelo município de Encruzilhada do Sul enquanto seu 5° distrito, pelo ato n° 490 da União. Foi posteriormente elevado à categoria de Vila em 23 de março de 1938.
O nome do município homenageia o primeiro bispo gaúcho, Dom Feliciano Rodrigues Prates que, ao final da Revolução Farroupilha, se encontrava junto a sua família em Encruzilhada do Sul, distrito povoado de São Feliciano, cujo nome era uma homenagem a um santo italiano. Assim teve seu topônimo alterado para Dom Feliciano. Quando criada a Arquidiocese de Porto Alegre, Dom Feliciano que, até então era padre, foi elevado a bispo para assumir a direção da arquidiocese.
Uma importante leva de imigrantes poloneses chegou no ano de 1891 e lá se estabeleceu. 1.554 eram originários da Polônia, 1.923 originários do território polonês sob a dominação russa e 93 alemães.. Em 2008, boa parte da população da cidade era composta de poloneses.

## Geografia

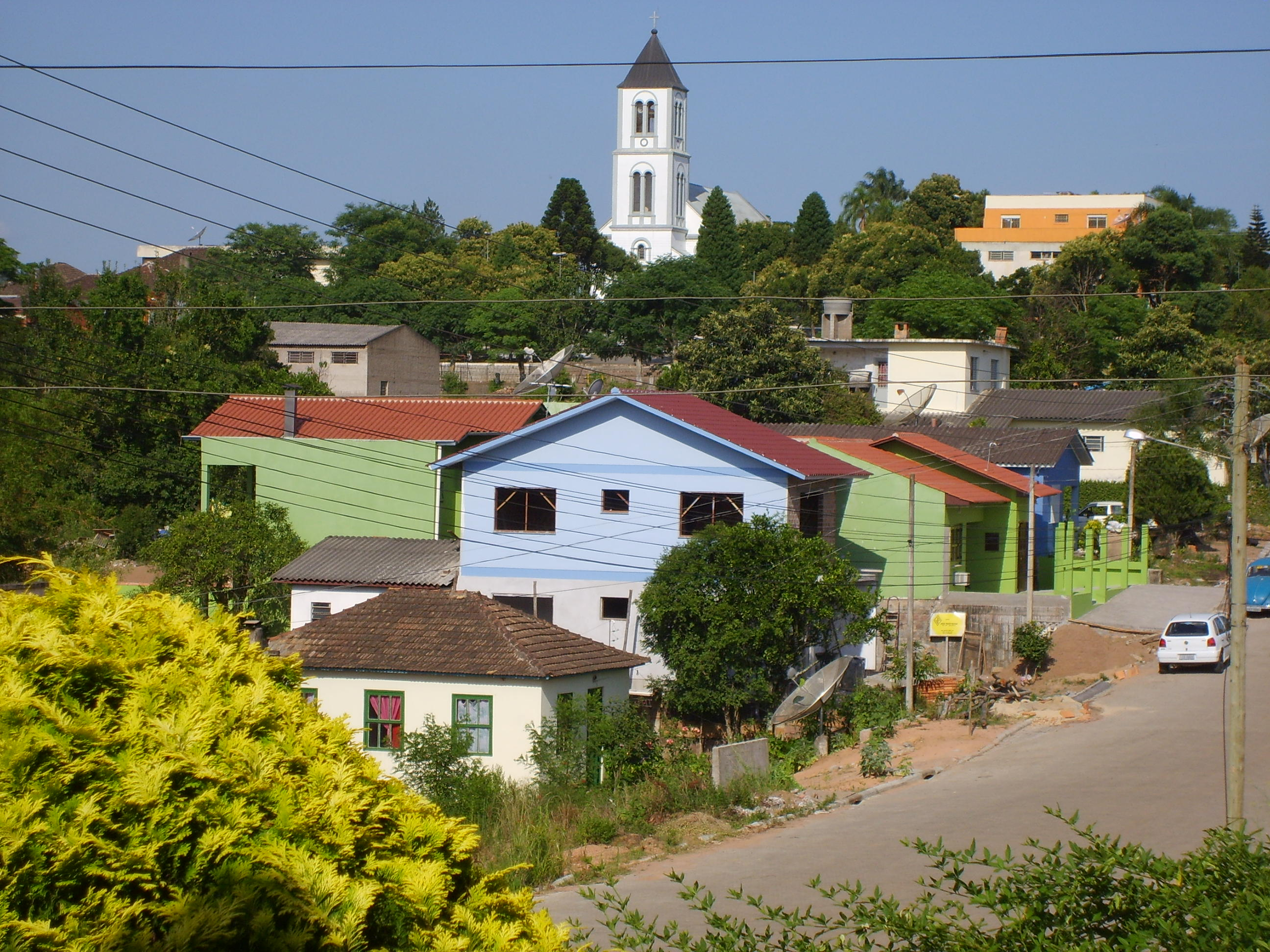
Aspecto da cidade.

De acordo com a divisão regional vigente desde 2017, instituída pelo IBGE, o município pertence às Regiões Geográficas Intermediária de Porto Alegre e Imediata de Camaquã. Até então, com a vigência das divisões em microrregiões e mesorregiões, fazia parte da microrregião de Camaquã, que por sua vez estava incluída na mesorregião de Porto Alegre.
O município faz parte da bacia hidrográfica do rio Camaquã e localiza-se na encosta da Serra do Herval a uma latitude 30º42'15" sul e a uma longitude 52º06'27" oeste, estando a uma altitude de 154 metros. 
O censo demográfico de 2010 estimava uma população de 14.380 habitantes, sendo que 23.2%  na região urbana e 76.8% na região rural. Em 2015, a população subiu para 15 165 pessoas.
O acesso à cidade e, principal rota do município para outras regiões do Rio Grande do Sul, é a RS-350. O trecho Camaquã a Dom Feliciano, em 2017 passou a ser denominado Rodovia Romildo Maciejeswki. 